# Солоне (Новопавлівська сільська громада)
Соло́не — село в Україні, в Синельниківському районі Дніпропетровської області. Входить до складу Новопавлівської сільської громади. Населення становить 105 осіб. До 2016 року орган місцевого самоврядування — Богданівська сільська рада.

## Історія
12 червня 2020 року, відповідно до розпорядження Кабінету Міністрів України № 709-р від «Про визначення адміністративних центрів та затвердження територій територіальних громад Дніпропетровської області», увійшло до складу Новопавлівської сільської громади.
19 липня 2020 року, в результаті адміністративно-територіальної реформи і ліквідації Межівського району, село увійшло до складу новоутвореного Синельниківського району.

## Географія
Село Солоне примикає до села Чаус, на відстані 1 км розташоване село Володимирівка. По селу протікає пересихаючий струмок з загатою. Поруч проходять автомобільні дороги Т 0406, Т 0431 і залізниця, станція Платформа 347 км за 1 км.

## Населення

### Мова
Розподіл населення за рідною мовою за даними перепису 2001 року:
| Мова            | Кількість | Відсоток |
| --------------- | --------- | -------- |
| українська      | 85        | 80.95%   |
| російська       | 2         | 1.90%    |
| інші/не вказали | 18        | 17.15%   |
| Усього          | 105       | 100%     |